# The Jazz Alley Tapes
The Jazz Alley Tapes ist ein Jazzalbum von Jay Clayton und Don Lanphere. Die am 9. und 10. September 1988 entstandenen Aufnahmen erschienen 1992 auf Hep Records.

## Hintergrund
Die Sängerin Jay Clayton wurde in Duo- bis Sextettbesetzungen begleitet von einer Gruppe um den Saxophonisten Don Lanphere, zu der Jay Thomas (Trompete, Flöte), Jeff Hay (Posaune), Marc Seales (Piano, Keyboards), Chuck Deardorf (Bass) und Dean Hodges (Schlagzeug) gehörten. Das Album dokumentiert eine Live-Aufnahme aus dem Veranstaltungsort Jazz Alley in Seattle. Zum Material dieser Session gehören Jazzstandards und Klassiker wie „Softly, as in a Morning Sunrise“, Hoagy Carmichaels „The Nearness of You“ und „I Remember Clifford“ mit dem Trompeter Jay Thomas als Solisten; außerdem John Coltranes Komposition „Mr. P.C.“ von dessen LP Giant Steps. Lanpheres eigene Komposition „A.C.“, das auf den Akkordwechseln von Sonny Rollins’ „Airegin“ basiert, bildet den Abschluss für diese Session.
Das Album ist nicht zu verwechseln mit Jay Clayton Live at Jazz Alley, erschienen 1991 auf ITM Pacific.

## Titelliste
- Jay Clayton, Don Lanphere: The Jazz Alley Tapes (Hep Records HEP CD 2046)[2]

1. You're a Weaver of Dreams (Victor Young) 7:16
2. The Nearness of You (Hoagy Carmichael / Ned Washington) 5:18
3. Softly, as in a Morning Sunrise (Oscar Hammerstein II / Sigmund Romberg) 8:23
4. I Remember Clifford (Benny Golson) 6:20
5. New Stories (Marc Seales) 9:01
6. Love for Sale (Cole Porter) 6:46
7. I’ve Grown Accustomed to Her Face (Alan Jay Lerner / Frederick Loewe) 6:09
8. My Silent Love (Edward Heyman / Dana Suesse) 4:32
9. Mr. P.C. (John Coltrane) 9:28
10. A.C. (Don Lanphere) 6:47

## Rezeption

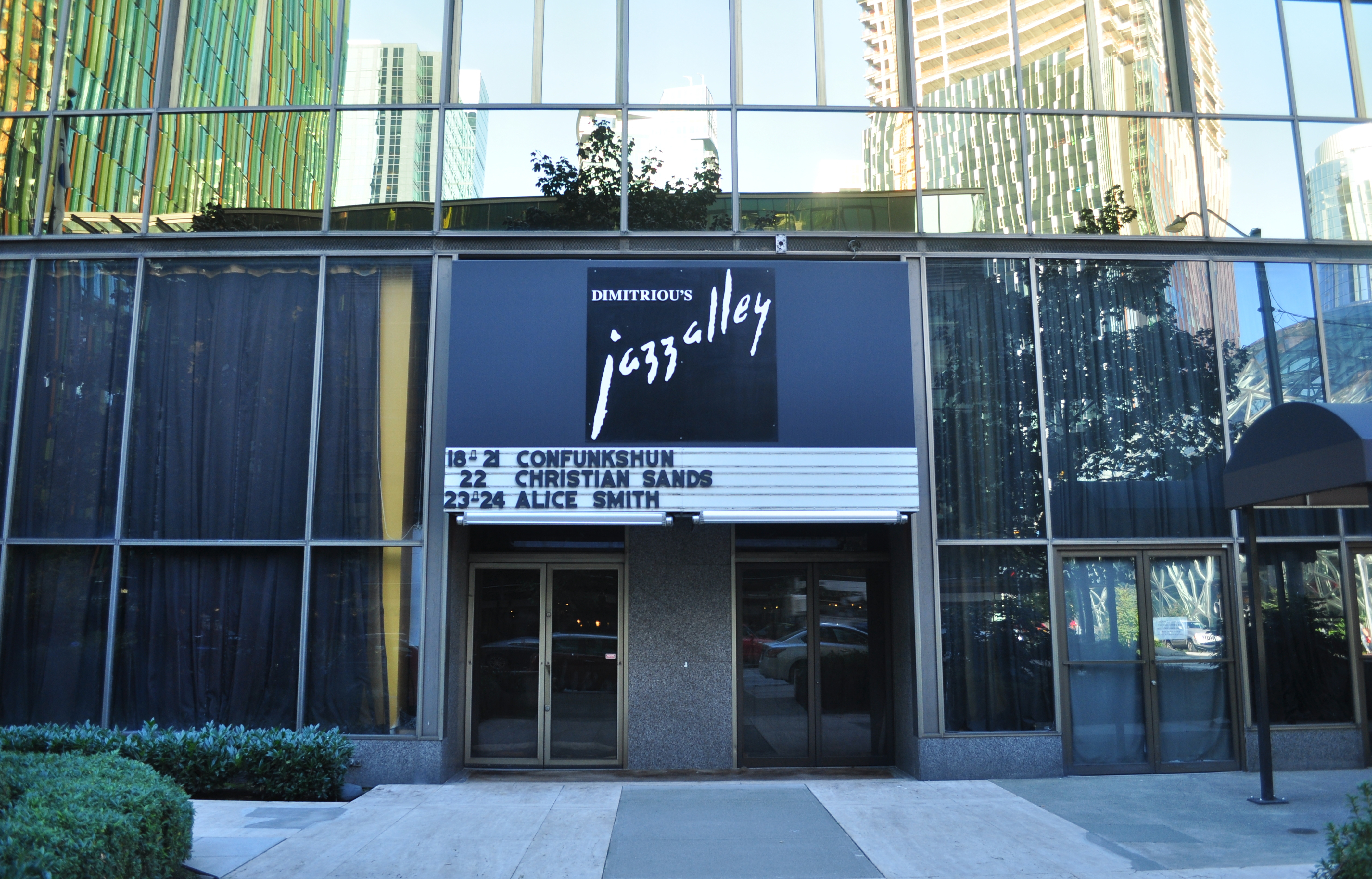
Dimitriou's Jazz Alley in der Sixth Street von Seattle (2018)

Dave Nathan verlieh dem Album in Allmusic vier Sterne und meinte, wie sich herausstelle, sei die Session mehr als faszinierend. Es seien unterhaltsame 70 Minuten spannender, unverfälschter Jazz von herausragenden Interpreten. Im Gegensatz zu vielen Alben, auf denen eine Sängerin einen Refrain singt und dann der Saxophonist folgt, würde Clayton auf diesem Mitschnitt ihre Stimme als Instrument nutzen, das im Einklang mit Lanpheres Saxophon spiele, sei es zum Tenor-, Alt- oder Sopransaxophon. Clayton habe eine außergewöhnlich klare Stimme, die es einem ermögliche, ihre lyrischen Interpretationen schätzen zu lernen; ihre Tonhöhe sei perfekt und ihre Phrasierung tadellos.